# SV Weser 08 Bremen
Der SV Weser 08 Bremen (offiziell: Sportverein Weser von 1908 e. V.) war ein Sportverein aus Bremen. Die erste Fußballmannschaft erreichte 1926 und 1927 die deutsche Meisterschaft des Arbeiter-Turn- und Sportbunds (ATSB) und 1932 die deutsche Meisterschaft der Kampfgemeinschaft für Rote Sporteinheit (Rotsport).

## Geschichte
Der Verein wurde im Jahre 1908 gegründet und ging aus einer Straßenmannschaft namens Union hervor. Erster Spielort war eine Wiese neben der AG Weser. Drei Jahre später wurde die Mannschaft Bremer Meister und schloss sich später dem ATSB an. Im Jahre 1924 sorgten die Bremer wegen einer Reise in die Sowjetunion für Schlagzeilen zu einer Zeit, in der sich die Führung des ATSB in heftigen Streitigkeiten mit der von der Sowjetunion unterstützten Roten Sport-Internationalen befand. Die Bremer traten trotz eines Verbots des ATSB die Reise an und wurden nach ihrer Rückkehr für sechs Wochen gesperrt. Im Jahre 1926 erreichten die Bremer das Endspiel um die Nordwestdeutsche Meisterschaft des ATSB und verloren gegen den FSV Laer aus Bochum in Köln mit 1:2. Ein Jahr später scheiterten die Bremer an Lorbeer 06 Hamburg. Ebenfalls 1927 kam es zu den so genannten Russenspielen, als eine Moskauer Mannschaft beim SV Weser auflief.
Im Jahre 1930 kam es zur Spaltung des Vereins. Hintergrund war ein vom Lokalrivalen SV Sperber Bremen vereinbartes Freundschaftsspiel gegen den amtierenden ATSB-Meister TSV Nürnberg-Ost. Die Nürnberger sagten ihre Teilnahme kurze Zeit später aus Terminschwierigkeiten ab, woraufhin der SV Weser ein Freundschaftsspiel gegen die Franken ankündigte. Die Bremer ATSB-Führung verlangte Einsicht in den Schriftwechsel zwischen beiden Vereinen, was der Weser-Vorstand jedoch verweigerte. Der eher kommunistisch ausgerichtete SV Weser wurde daraufhin vom sozialdemokratischen ATSB ausgeschlossen. Es kam zur Vereinsspaltung. Während der SV Weser 08 der Kampfgemeinschaft für Rote Sporteinheit beitrat, gründete eine Minderheit den SV Weser 30 Bremen, der neu in den ATSB aufgenommen wurde. Der SV Weser 08 erreichte im Jahre 1932 die Endrunde um die deutsche Rotsportmeisterschaft. Nach einem Sieg über Teutonia Hamburg scheiterten die Bremer im Halbfinale am BV Gelsenkirchen. Ein Jahr später übernahmen die Nationalsozialisten die Macht in Deutschland und beide Vereine wurden verboten. Die Mitglieder traten daraufhin dem Verein Eintracht Bremen bei.
Im Jahre 1945 wurde die SG Bremen-West als kollektiver Nachfolger des SV Weser 08, des SV Weser 30, des TV der westlichen Vorstadt, dem Bremer SV, des ATV Frisch Auf Bremen, der Boxfreunde Bremen und der Freien Schachvereinigung Bremen gegründet. Nach kurzer Zeit trat der Bremer SV wieder aus der Spielgemeinschaft aus, während der Rest wieder den Namen SV Weser 08 Bremen annahm. Dieser entwickelte sich zu einem Breitensportverein und die Fußballer kamen nicht mehr über untere Spielklassen hinaus. 1968 stellte der Verein als erster in Bremen zwei Fußballschiedsrichterinnen. Am 14. Oktober 2015 schloss sich der SV Weser 08 dem Bremer SV an.